# Taita Cristo
Taita Cristo es una película en blanco y negro coproducción de Argentina y Perú dirigida por Guillermo Fernández Jurado sobre su propio guion escrito en colaboración con e Alejandro Vignati según cuentos de Eleodoro Vargas Vicuña. 

## Sinopsis
Los sufrimientos de un pueblo norteño ante una implacable sequía.

## Reparto
- Hudson Valdivia
- Germán Vegas Garay
- Alfredo Bouroncle
- Jorge Montoro
- Gloria Lescaros
- Vicente Buono
- Helen Anderson
- Consuelo García
- Luis Arias Vera
- Benjamín Arce
- María Emma Arata
- Jorge Zuloeta
- Aída Dollazo
- Julio Esparza
- Julio Cuya Blas

## Producción
Fue producida en 1965, nunca fue estrenada comercialmente y en Argentina fue emitida en televisión por cable en 1993. Tuvo como protagonistas a Hudson Valdivia, Germán Vegas Garay, Alfredo Bouroncle y Jorge Montoro. También fue exhibida con el título alternativo de La espina de Cristo. Fue filmada en Chilca, Perú.
La exhibición de la película fue prohibida en Lima, Perú, por “incluir escenas que ofenden a la dignidad humana, los valores morales y el credo católico”.

## Críticas
José María Arguedas afirmó en La Prensa:

”En Taita Cristo, todo es falso.”

Por otra parte, en una nota firmada J.M.B. en Hablemos de Cine (Perú) se consideró la película:

”Una muestra más de improvisación, de poco respeto por el público…de falta de seriedad.”